# Chicken race
Chicken race är beteckning på ett sätt att hantera en konflikt. Termen används om dueller mellan två motpoler, exempelvis inom politiken, där den som viker sig förlorar, men båda förlorar i högre grad om ingen viker sig.
Termen är svensk. På engelska säger man "game of chicken" (chicken är slang för "fegis"). Ett känt exempel är från filmen Ung rebell, där två fordon kör mot ett stup för att avgöra vem som vågar vänta längst med att slänga sig ur bilen. I filmen heter det dock "chicken run", inte "chicken race". 